# Sectiekromming
In de Riemann-meetkunde, een deelgebied van de wiskunde, is de sectiekromming een van de manieren om de kromming van Riemannvariëteiten te beschrijven. 
De sectiekromming K(σp) is afhankelijk van een twee-dimensionaal vlak σp in de raakruimte op punt p. Het is de Gaussiaanse kromming van het oppervlak dat het vlak σp als een raakvlak in p heeft en dat is verkregen uit geodeten die beginnen in  p in de richtingen van σp (in andere woorden, het beeld van σp onder de exponentiële afbeelding in p). De sectiekromming is een gladde reëelwaardige functie op de 2-Grassmanniaan-bundel over de variëteit
De sectiekromming bepaalt de krommingstensor van Riemann volledig.